# Powiat Ōsumi (Kanagawa)
Powiat Ōsumi (jap. 大住郡 Ōsumi-gun) – dawny powiat w Japonii, w prefekturze Kanagawa.

## Historia[1]

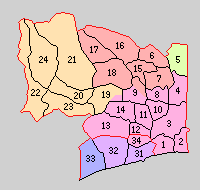
Powiat Ōsumi (1–24 – 1889 r.)

W pierwszym roku okresu Meiji na terenie powiatu znajdowało się 119 wiosek.
Powiat został założony 22 lipca 1878 roku. 1 kwietnia 1889 roku powiat został podzielony na 4 miejscowości: Hiratsuka, Isehara, Ōyama i Hadano oraz 20 wiosek: Suba, Ōno, Kanda, Aikawa, Naruse, Ōta, Kijima, Okazaki, Toyoda, Kaneda, Konaka, Tsuchizawa, Kaname, Takabeya, Hibita, Ōne, Higashihadano, Nishihadano, Minamihadano i Kitahadano.
1 kwietnia 1896 roku powiat Ōsumi został włączony w teren nowo powstałego powiatu Naka. W wyniku tego połączenia powiat został rozwiązany.